# Castelgerundo
Castelgerundo és un nou municipi italià de la província de Lodi (regió de la Llombardia), nascut de la fusió de Camairago amb Cavacurta. Es va formar després de fer un referèndum i el nou municipi nasqué l'1 de gener de 2018. La nova seu municipal és a Camairago.